# Ева Петкова
Ева (Евелина) Петкова е българска скулпторка и художничка.

## Биография
Ева Петкова е родена в Пловдив на 17 декември 1972 година. През 1992 година завършва Средното художествено училище за сценични кадри в Пловдив, а през 1998 година – специалност „Скулптура“ във Факултета по визуални изкуства към Великотърновския университет „Св. св. Кирил и Методий“.
Петкова се специализира в областта на парковата и градинска скулптура изпълнена в камък, метал и керамика. Нейни произведения са излгани на различни обществени места в България и са част от значими колекции като тези на Съюза на българските художници, Пловдивския международен панаир, както и няколко частни и обществени колекции в България, Гърция и Северна Македония.
Заедно със Саркис Нерсесян Ева Петкова е куратор и съорганизатор на скулптурни симпозиуми, фокусирани върху популяризирането на общественото изкуство и ангажирането с общността за създаване на по-естетична среда. Тя е член на Съюза на българските художници и освен работата си като скулптор е и преподавател, като помага на деца и млади хора да се подготвят за художествени академии.

## Награди и номинации
- Награда за млад автор на името на Геори Божилов – Слона
- Номинация за участие в конкурс Национални награди Алианц България 2008 за живопис, скулптура и графика[6]